# Dichilus strictus
Dichilus strictus är en ärtväxtart som beskrevs av Ernst Meyer. Dichilus strictus ingår i släktet Dichilus och familjen ärtväxter. Inga underarter finns listade i Catalogue of Life.